# Riothamus
Riothamus (parfois Riothame, Riothime, Riotime) est un roi et chef de guerre du milieu du Ve siècle. En tant que « roi des Bretons », il fut appelé en 468-469 par l'empereur Anthémius à former une coalition avec les forces romaines contre les Wisigoths d'Aquitaine qui avaient rompu le foedus.

## Étymologie
L'étymologie de Riothamus, en langue brittonique *rigo-tamos, est selon Léon Fleuriot « roi suprême ».

## Dans les sources

### Chronique de Jordanès
On ne connaît rien de sa vie avant l'appel d'Anthémius. Il vint, selon l'historien byzantin Jordanès, par la mer avec 12 000 hommes. À la suite de l'affaire de la lettre d'Arvandus, les Wisigoths du roi Euric avertis vainquirent les Bretons en 469 à la bataille de Déols, près de Châteauroux, avant qu'ils aient pu se joindre aux forces impériales.

« Or, Euric, roi des Visigoths, voyant ces fréquents changements d'empereurs romains, entreprit d'étendre son autorité sur la Gaule entière. Informé de ses desseins, l'empereur Anthémius demanda aussitôt des secours aux Bretons. Leur roi Riothime en amena douze mille, et fut reçu dans la ville de Bourges à sa sortie des vaisseaux qui l'avaient  porté sur l'Océan. Euric, roi des Visigoths, à la tête d'une armée innombrable, marcha à leur rencontre ; et, après un long combat, Riothime, roi des Bretons, fut défait avant que les Romains eussent pu se joindre à lui. Après avoir perdu une grande partie de son armée, il s'enfuit avec ceux qu'il put sauver, et se retira chez les Burgundions, nation dont il se trouvait rapproché, et qui, en ce temps, était alliée des Romains »

— Jordanès, Getica (XLV, 237)

### Lettres d'Apollinaire
Défait, il trouva refuge avec le reste de ses troupes chez les Burgondes, encore fédérés de Rome. Sidoine Apollinaire, nommé évêque de Clermont en 471 et chargé de la défense de la ville avec Ecdicius, obtint son aide et lui adressa une lettre pleine de respect au sujet de la légère indiscipline de ses troupes dans la région.

« Sidonius à son cher Riothamus, salut.
Voici encore une lettre dans le style ordinaire, car je mêle les compliments aux plaintes. Ce n'est pas, certes, que je m'étudie à prendre un ton officieux dans le titre, rude et âpre dans les pages qui le suivent; mais chaque jour il arrive des choses dont un homme de ma naissance ou de mon rang ne saurait parler sans déplaire, qu'il ne peut cacher sans se rendre coupable. Du reste, j'ai égard à vos sentiments d'honneur, qui furent toujours tels que vous rougissez même des fautes d'autrui.
Le porteur de ma lettre, humble, obscur et d'un caractère à se laisser fouler impunément, se plaint que ses esclaves ont disparu, débauchés en secret par les Bretons. J'ignore si sa plainte est fondée; mais, pourvu que vous confrontiez avec impartialité les parties adverses, je pense que ce malheureux établira facilement ce qu'il allègue : toutefois j'appréhende qu'au milieu de gens subtils, armés, turbulents, remplis d'une confiance hautaine à cause de leur force, de leur nombre et de leurs compagnons, un homme isolé, faible, sans crédit, sans usage du monde, étranger et pauvre, ne puisse être entendu avec justice et bonté. Adieu. »

— Sidoine Apollinaire, Epistolae (III, IX)

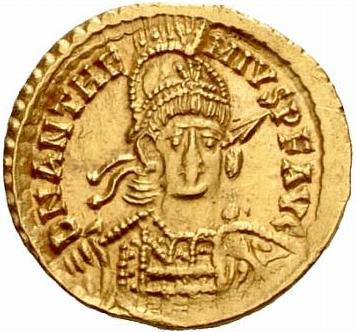
L'empereur d'Occident d'origine grecque, Procopius Anthémius. À sa demande, Riothamus débarqua en Gaule pour rétablir l'autorité impériale sur la Loire.

Alors qu'Arvernum (Clermont-Ferrand) ensuite assiégée par Euric tombe en 475, Riothamus disparait complètement des sources.

## Interprétations
Si le nombre d'hommes commandés par Riothamus semble exagéré par Jordanès, il semble toutefois qu'il disposait d'une troupe suffisamment importante pour prendre part à une campagne romaine initiée par l'empereur d'Orient Léon Ier contre les armées wisigothiques. Il ne pouvait donc pas s'agir d'une bande de guerre menée par le roitelet d'une ancienne civitas bretonne. Riothamus peut aussi s'appuyer sur des moyens logistiques suffisamment conséquents pour faire passer son armée sur le continent. Les liens que Riothamus entretient avec les autorités romaines a pu entraîner une forme d'autorisation officielle à l'établissement de populations bretonnes sur le territoire impérial. Les années 470 sont aussi le point de départ d'un commerce maritime entre l'île de Bretagne et l'est de la Méditerranée qui aurait pu faciliter, grâce aux rapports diplomatiques de Riothamus avec les autorités romaines, la migration des Bretons depuis le sud ouest de l'île de Bretagne vers la Bretagne continentale.

## Identifications en historiographie
Des chroniques et des vies de saints bretonnes font état d'un « Riatham », roi de la Domnonée, fils de Deroch au début du VIe siècle. Son identification avec Riothamus n'est chronologiquement guère possible, mais n'avancerait pas beaucoup la recherche, étant donné que la Domnonée, royaume de l'Armorique, fondée par Riwal s'étendait peut-être sur une partie de l'île de Bretagne dont il était originaire.
D'après Léon Fleuriot, le nom de Riothamus n'est qu'un terme signifiant "grand roi", et derrière lui se cacherait une autre personne, le britto-romain Ambrosius Aurelianus. D'autres pensent que son histoire, amplifiée et romancée (son expédition, et sa mort en Bourgogne, peut-être à Avallon), ont constitué un des éléments de la  figure aux multiples traits du Roi Arthur.